# Skydio
Skydio ist ein US-amerikanischer Hersteller von Drohnen mit Hauptsitz in Redwood City in Kalifornien. Im März 2021 wurde das Unternehmen zu einem sogenannten „Einhorn“ und überschritt als erster US-amerikanischer Drohnenhersteller den Wert von einer Milliarde US-Dollar.

## Geschichte
Skydio wurde im Jahr 2014 von Adam Bry, Abe Bachrach und Matt Donahoe gegründet, welche allesamt am Massachusetts Institute of Technology studiert hatten. Bry und Bachran hatten dort bereits an einem autonomen Drohnenprojekt von Google geforscht. Zu den ersten Investoren gehörte der Wagniskapitalgeber Andreessen Horowitz.
Im Jahr 2018 stelle das Unternehmen sein erstes Konsumentenprodukt mit dem Modell R1 vor, welches 2500 US-Dollar kostete. Das Model Skydio 2 kam ein Jahr später heraus und war mit einem Preis von 999 US-Dollar deutlich günstiger. Diese Drohne funktionierte autonom und enthielt Prozessoren von Nvidia. 2020 kündigte Sydio an, eine Drohne für militärische und unternehmerische Zwecke zu konstruieren, welche den Namen X2 tragen soll.
Bis März 2021 konnte Skydio 340 Millionen US-Dollar von verschiedenen Risikokapitalgebern einsammeln und einen Unternehmenswert von einer Milliarde US-Dollar überschreiten. Der Hersteller profitierte dabei auch davon, dass der Verkauf von chinesischen Drohnen innerhalb der Vereinigten Staaten von der US-Regierung beschränkt wurde.
Im Februar 2023 wurden Skydio-Drohnen in allen Abteilungen des US-Verteidigungsministeriums, von mehr als der Hälfte aller Verkehrsministerien auf Bundesstaatsebene und von mehr als 200 öffentlichen Sicherheitsbehörden in 47 Bundesstaaten eingesetzt. Auch von den britischen, israelischen und indischen Streitkräften wurden Drohnen des Unternehmens genutzt.
Im August 2023 zog sich Skydio aus dem Markt für Verbraucherdrohnen zurück, um sich auf militärische, polizeiliche und industrielle Anwendungsfälle zu konzentrieren.